# استفان یکم
پاپ استفان یکم (به انگلیسی: Pope Stephen I) یکی از پاپ‌های کلیسای کاتولیک رم بود که در رم به دنیا آمد و بین سال‌های ۲۵۴ تا ۲۵۷ میلادی پاپ بود.